# Gardermobanen
Gardermobanen är en 64 kilometer lång dubbelspårig höghastighetsjärnväg som går mellan Etterstad (i Oslo) och Eidsvoll. Banan blev färdigställd från Lillestrøm och norröver till öppnandet (8 oktober 1998) av Oslo flygplats, Gardermoen, men tunneln Romeriksporten blev inte använd förrän 22 oktober 1999 på grund av omfattande vattenläckage.
Banan används normalt av Flytoget mellan Oslo och flygplatsen. Banan används också av regiontåg och lokaltåg, samt godståg som transporterar flygbränsle till Gardermoen. Banan var Nordens första avsedd för höghastighetståg[källa behövs], och Flytoget går i 210 km/h. Sedan 2006 är tågen längs Lahtis direktbana i Finland snabbast i Norden, 220 km/h. 